# Брацлавські хасиди

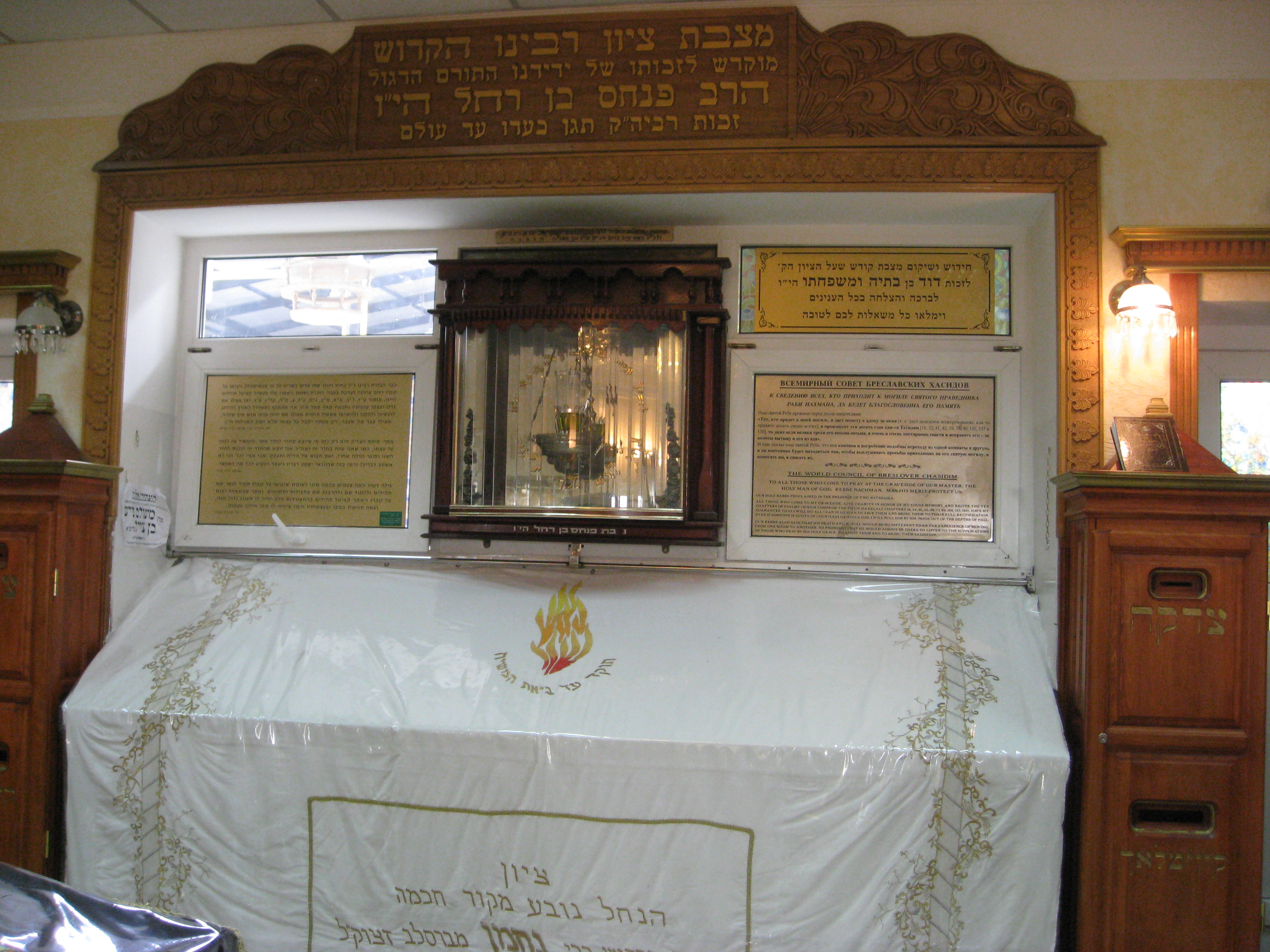
Труна рабина Нахмана в Умані, Черкаська обл.

Брацлавські хасиди — послідовники цадика (праведника) Нахмана Брацлавського (1772—1810), одна з гілок хасидського юдаїзму. Нахман вважав основними складовими етики юдаїзму простий спосіб життя, самопожертву, відвертість, щирість, безпосередність у молитвах. Молитви, наголошував Нахман, мають промовлятися мовою їдиш.
Найчисленнішими нині є громади брацлавських хасидів у Нью-Йорку, Єрусалимі, Бней-Браці та Цфаті. Їхня діяльність координується Всесвітньою радою. Святе місце Брацлавського хасидизму — могила Нахмана в м. Умань, яку, згідно з його заповітом, на юдейське свято Рош Гашана відвідують хасиди зі всього світу.